# Landkreis Kulmbach

Bevolkingsontwikkeling Landkreis Kulmbach

Landkreis Kulmbach is een Landkreis in de Duitse deelstaat Beieren. De Landkreis telt 71.428 inwoners (31 december 2020) op een oppervlakte van 656,41 km². Kreisstadt is de gelijknamige stad.

## Indeling

Kaart Landkreis Kulmbach

Landkreis Kulmbach is verdeeld in 22 gemeenten. Drie gemeenten, waaronder de hoofdplaats Kulmbach, hebben de status van stad. Tien gemeenten mogen zich Markt noemen.
Steden
1. Kulmbach
2. Kupferberg
3. Stadtsteinach

Märkte
1. Grafengehaig
2. Kasendorf
3. Ludwigschorgast
4. Mainleus
5. Marktleugast
6. Marktschorgast
7. Presseck
8. Thurnau
9. Wirsberg
10. Wonsees

Overige gemeenten
1. Guttenberg
2. Harsdorf
3. Himmelkron
4. Ködnitz
5. Neudrossenfeld
6. Neuenmarkt
7. Rugendorf
8. Trebgast
9. Untersteinach

Aichach-Friedberg · Altötting · Amberg · Amberg-Sulzbach · Ansbach (stad) · Landkreis Ansbach · Aschaffenburg (stad) · Landkreis Aschaffenburg · Augsburg (stad) · Landkreis Augsburg · Bad Kissingen · Bad Tölz-Wolfratshausen · Bamberg (stad) · Landkreis Bamberg · Bayreuth (stad) · Landkreis Bayreuth · Berchtesgadener Land · Cham · Coburg (stad) · Landkreis Coburg · Dachau · Deggendorf · Dillingen an der Donau · Dingolfing Landau · Donau-Ries · Ebersberg · Eichstätt · Erding · Erlangen · Erlangen-Höchstadt · Forchheim · Freising · Feyung-Grafenau · Fürstenfeldbruck · Fürth (stad) · Landkreis Fürth · Garmisch-Partenkirchen · Günzburg · Haßberge · Hof (stad) · Landkreis Hof · Ingolstadt · Kaufbeuren · Kelheim · Kempten im Allgäu · Kitzingen · Kronach · Kulmbach · Landsberg am Lech · Landshut (stad) · Landkreis Landshut · Lichtenfels · Lindau · Main-Spessart · Memmingen · Miesbach · Miltenberg · Mühldorf am Inn · München · Landkreis München · Neuburg-Schrobenhausen · Neumarkt in der Oberpfalz · Neurenberg · Neustadt an der Aisch-Bad Windsheim · Neustadt an der Waldnaab · Neu-Ulm · Nürnberger Land · Oberallgäu · Ostallgäu · Passau (stad) · Landkreis Passau · Pfaffenhofen an der Ilm · Regen · Regensburg (stad) · Landkreis Regensburg · Rhön-Grabfeld · Rosenheim (stad) · Landkreis Rosenheim · Roth · Rottal-Inn · Schwabach · Schwandorf · Schweinfurt (stad) · Landkreis Schweinfurt · Starnberg · Straubing · Straubing-Bogen · Tirschenreuth · Traunstein · Unterallgäu · Weiden in der Oberpfalz · Weilheim-Schongau · Weißenburg-Gunzenhausen · Wunsiedel im Fichtelgebirge · Würzburg (stad) · Landkreis Würzburg
Grafengehaig ·
Guttenberg ·
Harsdorf ·
Himmelkron ·
Kasendorf ·
Ködnitz ·
Kulmbach ·
Kupferberg ·
Ludwigschorgast ·
Mainleus ·
Marktleugast ·
Marktschorgast ·
Neudrossenfeld ·
Neuenmarkt ·
Presseck ·
Rugendorf ·
Stadtsteinach ·
Thurnau ·
Trebgast ·
Untersteinach ·
Wirsberg ·
Wonsees